# Harald Kesja
Harald Kesja, död 1135, var en dansk prins, oäkta son till Erik Ejegod. Far till Olof Haraldsson och Björn Haraldsson Järnsida.
Harald Kesja sattes enligt uppgift att styra över riket vid faderns pilgrimsfärd till Jerusalem. Vid underrättelsen om dennes död blev dock inte Harald utan hans farbror Nils kung av Danmark. Harald och hans halvbror Erik Emune gjorde då år 1130 uppror mot sin farbror, kung Nils av Danmark. Efter mordet på Knut Lavard hoppades han på att kunna bli tronkandidat, men då han inte lyckades få stöd för detta bytte han dock senare sida. Efter att Nils son Magnus stupat i slaget vid Foteviken 1134 erkändes han av farbrodern bli som kung. Han vistades därefter på Jylland där han hade talrika anhängare, men överrumplades 1135 av Erik Emune, som fångade och avrättade honom och alla hans söner. Endast en, Olof Haraldsson lyckades undkomma.